# 藤屋窓月堂
有限会社藤屋窓月堂（ふじやそうげつどう）は、三重県伊勢市に所在する老舗和菓子メーカー。利休饅頭の製造や労働大臣・内閣官房長官を歴任した藤波孝生の実家として知られる。

## 概要
もとは伊勢神宮の神職をしていた藤波家が、明治に入って社家の制度がなくなったことで菓子作り屋に転身したことに始まる。
藤波清市の長男・孝生は、早稲田大学商学部卒業後に実家に戻って家業を継いだが、衆議院議員選挙に立候補することになると、弟の俊也がその跡を継いだ。
俊也の代に、阿児ショッピングセンターや、伊勢ショッピングセンターに出店するなど、事業を拡大させたが、阿児ショッピングセンターからは2007年（平成19年）に撤退、伊勢ショッピングセンターからは2017年（平成29年）に撤退した。その後、俊也は相談役に就任している。
6代目を継いだ吉尾雄介は、藤波家の出ではなく、千葉県出身の和菓子職人で、専務であった。雄介は、三重県立明野高等学校の生徒と共同して菓子を製作したり、県内に店を構えるフレンチレストランのシェフとコラボブランドを立ち上げるなど、地元に根差して伝統を守りつつ新しい取り組みを行っている。

## 人物
- 藤波清市
- 藤波孝生
- 藤波俊也（代表取締役→相談役）
- 吉尾雄介（専務→代表取締役）
- 中村大祐（店員[7]）

## 主な商品・ブランド
- 利休饅頭
- 月と犬（コラボブランド、2020年4月 - ）
  - 干し無花果のどらエピス[* 4][* 5]
  - 橙～Daidai～[* 4]